# SN 2005fp
SN 2005fp – supernowa typu Ia odkryta 14 września 2005 roku w galaktyce A002713+0107. W momencie odkrycia miała maksymalną jasność 22,10m.